# Kurt Seibert
Kurt Seibert (* 26. April 1944 in Litzmannstadt, Polen) ist ein deutscher Pianist, Kammermusiker und emeritierter Professor der Hochschule für Künste Bremen.

## Leben
Seibert erhielt seine Ausbildung als Pianist und Kammermusiker bei Conrad Hansen, Hans Leygraf und Philipp Jarnach und studierte Musiktheorie bei Wilhelm Maler.
Das Bremer Konservatorium berief Kurt Seibert 1974 für die Klavierausbildung. Später war er Lehrstuhlinhaber für Klavier und Kammermusik an der Hochschule für Künste Bremen. 1990 wurde Seibert zum Dekan und Fachbereichsleiter Musik gewählt. In Bremen war er Vorstandsmitglied des Landesmusikrates Bremen, Mitglied im Radio-Bremen-Rundfunkrat, Vorsitzender des Landesausschusses Jugend musiziert und Gründungsmitglied des Bremer Klavierwettbewerbs.
Seibert gründete und leitete von 1998 bis 2007 in Weiden in der Oberpfalz die bis heute stattfindenden Weidener Max-Reger-Tage und wurde dafür ausgezeichnet. Zusammen mit Hanns-Martin Schreiber initiierte er 2008 das jährlich veranstaltete Max-Reger-Forum. Unter Mitwirkung von Erik Roßbander gibt er Gesprächskonzerte, bei denen neben Fragen der musikalischen interpretation von Musik auch der kulturhistorische Kontext beleuchtet wird.
Kurt Seibert lebt in Brake.

## Auszeichnungen (Auswahl)
- 2005: Max-Reger-Medaille, Stadt Weiden in der Oberpfalz[4]
- 2005: Friedrich-Baur-Preis der Bayerischen Akademie der Schönen Künste mit den Weidener Max-Reger-Tagen
- 2006: Nordgaupreis des Oberpfälzer Kulturbundes in der Kategorie „Musik“